# Supienie
Supienie – wieś w Polsce położona w województwie podlaskim, w powiecie suwalskim, w gminie Filipów.
| SIMC    | Nazwa            | Rodzaj    |
| ------- | ---------------- | --------- |
| 1013080 | Między Jeziorami | część wsi |

Wieś królewska starostwa niegrodowego filipowskiego położona była w końcu XVIII wieku w powiecie grodzieńskim województwa trockiego. W latach 1975–1998 miejscowość administracyjnie należała do województwa suwalskiego.
Na północny zachód od wsi znajduje się Jezioro Rospuda Filipowska.
W okresie międzywojennym stacjonowała tu placówka Straży Celnej „Supienie”.